# Огнян Филипов
Огнян Филипов е български спортен деятел, журналист и общественик.

## Биография
Роден е в 1950 година в Петрич. Мести се да живее във Враца, където се установява. В 1998 основава Македонското земляческо дружество във Враца, на което е председател до края на живота си. В 1999 година основава Българската федерация по автомоделни спортове, на която е пръв председател и заместник-председател. Развива широка дейност за развитието на автомоделизма в България.
Умира в 2014 година и посмъртно е удостоен със званието „Почетен гражданин на Враца“ в следващата 2015 година.